# Notarkammer Berlin
Die Notarkammer Berlin ist eine Körperschaft in Berlin, in der die Notare organisiert und/oder die ihre Interessen vertritt; eine Berufskammer.
Aufsichtsbehörde ist die Senatsverwaltung für Justiz.

## Vorstand
- Präsident: Alexander Kollmorgen
- Vizepräsidentin:  Dörte Zimmermann; Vizepräsident: Stephan Thon

## Geschäftsführung
- Andreas Krahl